# Country Villa Juana
Country Villa Juana ist eine Ortschaft in Uruguay.

## Geographie
Sie befindet sich im Süden des Departamento Canelones in dessen Sektor 17. Country Villa Juana, östlich des Arroyo Pando gelegen, ist dabei von der Küste des Río de la Plata lediglich durch die südlich vorgelagerten Küstenorte Neptunia und El Pinar getrennt. 

## Infrastruktur
Östlich von Country Villa Juana verläuft die Ruta 34 nach Norden.

## Einwohner
Die Einwohnerzahl von Country Villa Juana beträgt 44. (Stand: 2011) 2004 hatte die Einwohnerzahl lediglich bei 19 gelegen. Damit war der Ort im Jahr 2004 nach Einwohnern der zweitkleinste des Departamentos. Lediglich Carmel rangierte mit 13 Einwohnern noch hinter Country Villa Juana.
| Jahr | Einwohner |
| ---- | --------- |
| 1996 | -         |
| 2004 | 19        |
| 2011 | 44        |

Quelle: Instituto Nacional de Estadística de Uruguay